# Distrito electoral de Fancy Prairie n.º 3
Fancy Prairie No. 3 (en inglés: Fancy Prairie No. 3 Precinct) es un distrito electoral ubicado en el condado de Menard en el estado estadounidense de Illinois. En el Censo de 2010 tenía una población de 167 habitantes y una densidad poblacional de 3,76 personas por km².

## Geografía
Fancy Prairie n.º 3 se encuentra ubicado en las coordenadas 40°0′24″N 89°36′55″O / 40.00667, -89.61528. Según la Oficina del Censo de los Estados Unidos, Fancy Prairie n.º 3 tiene una superficie total de 44.43 km², de la cual 44.43 km² corresponden a tierra firme y (0%) 0 km² es agua.

## Demografía
Según el censo de 2010, había 167 personas residiendo en Fancy Prairie n.º 3. La densidad de población era de 3,76 hab./km². De los 167 habitantes, Fancy Prairie n.º 3 estaba compuesto por el 93.41% blancos, el 2.4% eran afroamericanos, el 0% eran amerindios, el 0% eran asiáticos, el 0% eran isleños del Pacífico, el 0% eran de otras razas y el 4.19% pertenecían a dos o más razas. Del total de la población el 2.4% eran hispanos o latinos de cualquier raza.